# Allerton (Illinois)
Allerton és una vila dels Estats Units a l'estat d'Illinois. Segons el cens del 2000 tenia 293 habitants.

## Demografia
Segons el cens del 2000, Allerton tenia 293 habitants, 112 habitatges, i 89 famílies. La densitat de població era de 176,8 habitants/km².
Dels 112 habitatges en un 38,4% hi vivien nens de menys de 18 anys, en un 64,3% hi vivien parelles casades, en un 10,7% dones solteres, i en un 20,5% no eren unitats familiars. En el 18,8% dels habitatges hi vivien persones soles el 13,4% de les quals corresponia a persones de 65 anys o més que vivien soles. El nombre mitjà de persones vivint en cada habitatge era de 2,62 i el nombre mitjà de persones que vivien en cada família era de 2,93.
Per edats la població es repartia de la següent manera: un 28,3% tenia menys de 18 anys, un 7,8% entre 18 i 24, un 27,6% entre 25 i 44, un 22,9% de 45 a 60 i un 13,3% 65 anys o més.
L'edat mediana era de 37 anys. Per cada 100 dones de 18 o més anys hi havia 101,9 homes.
La renda mediana per habitatge era de 42.250 $ i la renda mediana per família de 51.964 $. Els homes tenien una renda mediana de 38.611 $ mentre que les dones 28.750 $. La renda per capita de la població era de 17.512 $. Cap de les famílies i el 4,5% de la població estaven per davall del llindar de pobresa.

## Poblacions properes
El següent diagrama mostra les poblacions més properes.